# Прилуцька міська територіальна громада
Прилуцька міська громада — територіальна громада в Україні, у Прилуцькому районі Чернігівської області. Адміністративний центр місто — Прилуки.
Утворена відповідно до розпорядження Кабінету міністрів України №730-р від 12 червня 2020 року «Про визначення адміністративних центрів та затвердження територій територіальних громад Чернігівської області», з територією та населеними пунктами Прилуцької міської ради Чернігівської області.

## Населенні пункти
До складу громади увійшло місто Прилуки.